# 春黄菊叶马先蒿
春黄菊叶马先蒿（学名：Pedicularis anthemifolia）是列当科马先蒿属的植物。分布于阿尔泰山、俄罗斯、蒙古以及中国大陆的新疆等地，生长于海拔2,000米至2,500米的地区，多生长于草坡中，目前尚未由人工引种栽培。

## 异名
- Pedicularis anthemifolia Fisch. ssp. elatior (Regel) Tsoong
- Pedicularis macrochila Vved.